# Раймерсхаген
Раймерсхаген (нем. Reimershagen) — община в Германии, районный центр, расположен в земле Мекленбург-Передняя Померания.
Входит в состав района Гюстров. Подчиняется управлению Гюстров-Ланд. Население составляет 477 человек (2009); в 2003 г. — 500. Занимает площадь 32,33 км².